# Federico Augusto di Nassau-Usingen
Federico Augusto di Nassau-Usingen (Usingen, 23 aprile 1738 – Biebrich, 24 marzo 1816) fu duca di Nassau dal 1806 fino alla sua morte.

## Biografia
Federico Augusto era il figlio minore del principe Carlo di Nassau-Usingen (1712-1775) e di Cristiana Guglielmina di Sassonia (1711-1740) e nacque nella città di Usingen. Dal 1744 si trasferì con il padre, rimasto vedovo della moglie, al castello di Biebrich presso Wiesbaden. Dedicatosi alla carriera delle armi, Federico Augusto entrò a far parte dell'esercito imperiale e partecipò al fianco dell'Austria alla Guerra dei Sette anni venendo nominato infine Feldmaresciallo nel 1790.
Dopo la morte del fratello maggiore Carlo Guglielmo, deceduto senza eredi nel 1803, ereditò il governo della contea di Nassau-Usingen e venne nominato principe. Con il crollo del Sacro Romano Impero nel 1806, per evitare di venire cancellato dall'invasione francese, Federico Augusto aderì alla Confederazione del Reno ed ottenne la creazione del Ducato di Nassau che comprendeva altre contee minori un tempo patrimonio di rami collaterali della sua casata, che egli si trovò a governare assieme al cugino Federico Guglielmo di Nassau-Weilburg. Federico Augusto era ormai in età avanzata e nessuno dei suoi figli gli era sopravvissuto: era quindi chiaro che alla sua morte Federico Guglielmo avrebbe ereditato il trono da solo.
Federico Augusto, ad ogni modo, si dimostrò un regnante illuminato e liberale che stabilì nei propri territori una serie di riforme che contribuirono a costituirvi uno Stato di concezione moderna come l'eliminazione dei privilegi fiscali dei nobili e l'introduzione della libertà di stampa. La sua stessa corte presso il castello di Biebrich era nota presso i suoi ospiti per allegria e benevolenza.
Il 16 gennaio 1816, Federico Guglielmo, coreggente della contea, morì in un tragico incidente cadendo dalle scale del castello di Weilburg ove risiedeva. Alcuni storici moderni ritengono che tale incidente non sia stato casuale, ma ad ogni modo suo figlio lo rimpiazzò nei diritti di successione. Federico Agusuto morì il 24 marzo di quello stesso anno e lasciò appunto il trono del ducato di Nassau a Guglielmo di Nassau-Weilburg, figlio di Federico Guglielmo.

## Matrimonio e figli
Federico Augusto sposò il 9 giugno 1775 Luisa (29 gennaio 1751, Arolsen - † 17 novembre 1816, Francoforte sul Meno), figlia di Carlo Federico Augusto, principe di Waldeck e Pyrmont. La coppia ebbe sette figli, di cui cinque figlie sopravvissero, mentre entrambi i maschi perirono in tenera età:
- Cristiana Luisa (16 agosto 1776, Biebrich - 19 febbraio 1829, Karlsruhe), sposò il 29 novembre 1791 il margravio Federico di Baden (29 agosto 1756 - 28 maggio 1817), figlio del granduca Carlo Federico di Baden
- Federica Carolina (30 agosto 1777, Usingen - 28 agosto 1821, Hochheim am Main), sposò il 9 febbraio 1792 Augusto Cristiano di Anhalt-Köthen (18 novembre 1769 - 5 maggio 1812)
- Augusta (30 dicembre 1778, Usingen - 16 luglio 1846, Wildbad), sposò in prime nozze il 2 agosto 1804 Luigi Guglielmo d'Assia-Homburg (29 agosto 1770 - 29 gennaio 1839), divorziò nel 1805, si risposò in seconde nozze, il 7 settembre 1807, con Friedrich Wilhelm von Bismarck (28 luglio 1783 - 18 luglio 1860)
- Federico Guglielmo (30 luglio - 18 agosto 1780, Biebrich)
- Maria Luigia (18 luglio 1782, Usingen - 27 giugno 1812, Biebrich)
- Federica Vittoria (21 febbraio 1784, Usingen - 18 luglio 1822)
- Federico Carlo (17 giugno 1787, Usingen - 29 settembre 1787, Francoforte sul Meno)

## Ascendenza
|                                            |                                     |                                         | Genitori                                   |  |  | Nonni |  |  | Bisnonni                  |  |  | Trisnonni                             |  |
|                                            |                                     |                                         |                                            |  |  |       |  |  | Walrad von Nassau-Usingen |  |  | Wilhelm Ludwig von Nassau-Saarbrücken |  |
|                                            |                                     |                                         |                                            |  |  |       |  |  | Walrad von Nassau-Usingen |  |  | Wilhelm Ludwig von Nassau-Saarbrücken |  |
|                                            |                                     | Anna Amalia von Baden-Durlach           |                                            |  |  |       |  |  | Walrad von Nassau-Usingen |  |  |                                       |  |
| Wilhelm Heinrich von Nassau-Usingen        |                                     |                                         |                                            |  |  |       |  |  | Walrad von Nassau-Usingen |  |  |                                       |  |
|                                            |                                     | Catherine Françoise de Croÿ-Roeulx      | Eustache II de Croÿ-Roeulx                 |  |  |       |  |  |                           |  |  |                                       |  |
|                                            |                                     | Catherine Françoise de Croÿ-Roeulx      | Eustache II de Croÿ-Roeulx                 |  |  |       |  |  |                           |  |  |                                       |  |
|                                            |                                     | Catherine Françoise de Croÿ-Roeulx      | Theodora Geertruida Maria van Kettler      |  |  |       |  |  |                           |  |  |                                       |  |
| Karl von Nassau-Usingen                    |                                     | Catherine Françoise de Croÿ-Roeulx      |                                            |  |  |       |  |  |                           |  |  |                                       |  |
|                                            |                                     | Heinrich von Nassau-Dillenburg          | Georg Ludwig von Nassau-Dillenburg         |  |  |       |  |  |                           |  |  |                                       |  |
|                                            |                                     | Heinrich von Nassau-Dillenburg          | Georg Ludwig von Nassau-Dillenburg         |  |  |       |  |  |                           |  |  |                                       |  |
|                                            |                                     | Heinrich von Nassau-Dillenburg          | Anna Auguste von Braunschweig              |  |  |       |  |  |                           |  |  |                                       |  |
| Charlotta Amalia von Nassau-Dillenburg     |                                     | Heinrich von Nassau-Dillenburg          |                                            |  |  |       |  |  |                           |  |  |                                       |  |
|                                            |                                     | Dorothea Elisabeth von Brieg            | Georg III von Brieg                        |  |  |       |  |  |                           |  |  |                                       |  |
|                                            |                                     | Dorothea Elisabeth von Brieg            | Georg III von Brieg                        |  |  |       |  |  |                           |  |  |                                       |  |
|                                            |                                     | Dorothea Elisabeth von Brieg            | Sophie Katharina von Münsterberg-Oels      |  |  |       |  |  |                           |  |  |                                       |  |
| Friedrich August von Nassau-Usingen        |                                     | Dorothea Elisabeth von Brieg            |                                            |  |  |       |  |  |                           |  |  |                                       |  |
|                                            | Johann Georg I von Sachsen-Eisenach | Wilhelm von Sachsen-Weimar              |                                            |  |  |       |  |  |                           |  |  |                                       |  |
|                                            | Johann Georg I von Sachsen-Eisenach | Wilhelm von Sachsen-Weimar              |                                            |  |  |       |  |  |                           |  |  |                                       |  |
|                                            | Johann Georg I von Sachsen-Eisenach | Eleonore Dorothea von Anhalt-Dessau     |                                            |  |  |       |  |  |                           |  |  |                                       |  |
| Johann Wilhelm von Sachsen-Eisenach        | Johann Georg I von Sachsen-Eisenach |                                         |                                            |  |  |       |  |  |                           |  |  |                                       |  |
|                                            |                                     | Johannette zu Sayn-Wittgenstein         | Ernst zu Sayn-Wittgenstein                 |  |  |       |  |  |                           |  |  |                                       |  |
|                                            |                                     | Johannette zu Sayn-Wittgenstein         | Ernst zu Sayn-Wittgenstein                 |  |  |       |  |  |                           |  |  |                                       |  |
|                                            |                                     | Johannette zu Sayn-Wittgenstein         | Louise Juliane von Erbach                  |  |  |       |  |  |                           |  |  |                                       |  |
| Christiane Wilhelmine von Sachsen-Eisenach |                                     | Johannette zu Sayn-Wittgenstein         |                                            |  |  |       |  |  |                           |  |  |                                       |  |
|                                            |                                     | Johann Adolf I von Sachsen-Weißenfels   | August von Sachsen-Weißenfels              |  |  |       |  |  |                           |  |  |                                       |  |
|                                            |                                     | Johann Adolf I von Sachsen-Weißenfels   | August von Sachsen-Weißenfels              |  |  |       |  |  |                           |  |  |                                       |  |
|                                            |                                     | Johann Adolf I von Sachsen-Weißenfels   | Anna Maria zu Mecklenburg-Schwerin         |  |  |       |  |  |                           |  |  |                                       |  |
| Magdalena Sibylla von Sachsen-Weißenfels   |                                     | Johann Adolf I von Sachsen-Weißenfels   |                                            |  |  |       |  |  |                           |  |  |                                       |  |
|                                            |                                     | Johanna Magdalena von Sachsen-Altenburg | Friedrich Wilhelm II von Sachsen-Altenburg |  |  |       |  |  |                           |  |  |                                       |  |
|                                            |                                     | Johanna Magdalena von Sachsen-Altenburg | Friedrich Wilhelm II von Sachsen-Altenburg |  |  |       |  |  |                           |  |  |                                       |  |
|                                            |                                     | Johanna Magdalena von Sachsen-Altenburg | Magdalena Sibylla von Sachsen              |  |  |       |  |  |                           |  |  |                                       |  |
|                                            |                                     | Johanna Magdalena von Sachsen-Altenburg |                                            |  |  |       |  |  |                           |  |  |                                       |  |